# Gnetum paniculatum
Gnetum paniculatum är en kärlväxtart som beskrevs av Richard Spruce och George Bentham. Gnetum paniculatum ingår i släktet Gnetum och familjen Gnetaceae. Inga underarter finns listade i Catalogue of Life.